# Żwanczyk

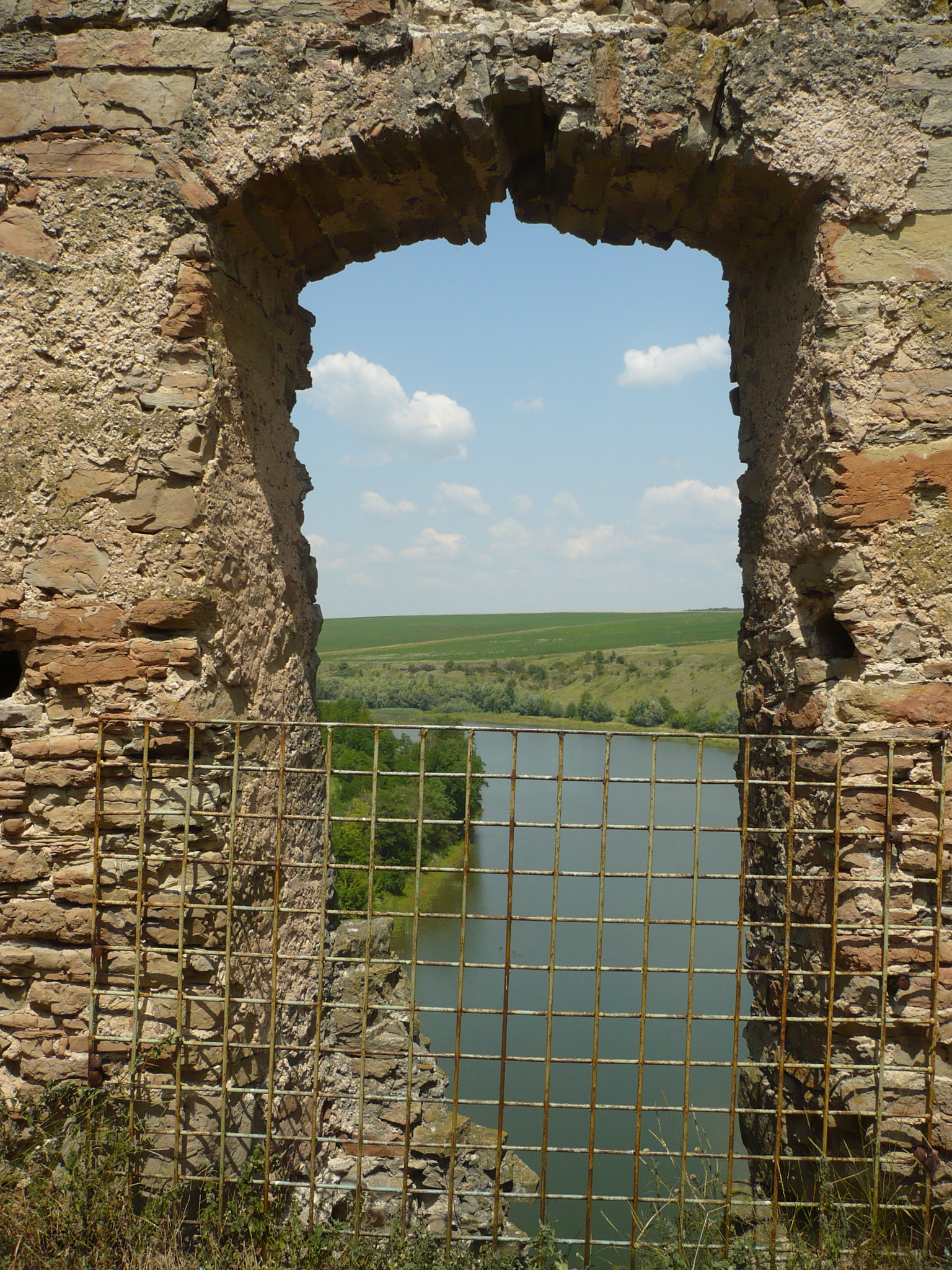
Żwanczyk z zamku w Żwańcu

Żwanczyk (ukr. Жванчик) – rzeka na Ukrainie, lewy dopływ Dniestru, na obszarze  rejonów czemerowieckiego i kamienieckiego obwodu chmielnickiego. Przepływa przez Wyżynę Podolską. Ma 107 km długości, a jej zlewnia zajmuje powierzchnię 769 km².

## Bieg
Źródła znajdują się 3 km na północny zachód od wsi Kłynowe w rejonie gródeckim. Rzeka płynie z północy ku południu, mijając w rejonie czemerowieckim: Kutkiwci, Zakupne, Iwachniwci, Demkiwci, Swirszkiwci, Teremkiwci, Jurkiwci, Czemerowce, Bereżanka, Kuhajiwci, Poczapynci, Zariczanka, Drahaniwka, Kormylcza, Koczubijiw, Krasnostawci, w rejonie kamienieckim: Orynyn, Rzepińce, Kadyjiwci, Liskowce, Rychta, Kniahynyn, Łastowce. Pod Żwańcem ma ujście do Dniestru.